# Gabriel Reyes
Gabriel Reyes (nacido en 1976) es guionista y director de cine. Es conocido por haber coescrito la película Heli, dirigida por Amat Escalante. 

## Reseña biográfica

### Primeros trabajos
En 1995 registró sus primeros guiones en Indautor. En 1991 realiza su primer video de animación con plastilina usando cámaras de video caseras. En 1994 realiza una animación con plastilina con una cámara betacam. Desde 1991 hace experimentos de ficción con actores en video. En 1995 realiza un cortometraje llamado "Ramiro" dentro del marco de un curso de cine impartido en la Casa del Lago. Entre 1997 y 1999 Gabriel Reyes elaboró storyboards para alumnos del Centro Universitario de Estudios Cinematográficos (CUEC) y del Centro de Capacitación Cinematográfica (CCC). En 1997 elaboró traducción para subtitulaje de canal 22. En 1999 realizó el cortometraje de ficción PRIME TIME en Irlanda con una cámara de super 8. Entre 1990 y 2005 llevó a cabo pinturas al óleo, dibujos y cómics.

### Etapa segunda
- Dirigió y escribió en super 8 blanco y negro "Spectacle Solitaire" en 2003.
- Dirigió y escribió: "Los Sueños de Emilie" cortometraje ficción blanco y negro (2006).
- Dirección y guion de "Xulduburnoldur" blanco y negro 16mm cortometraje de ficción (2009).

### Etapa tercera
Coescritura de "Heli" (largometraje de ficción) con Amat Escalante (2010-2012). 
Coescritura de "Histeria" (largometraje de ficción) con Carlos Meléndez.
Coescritura de "Extraño pero verdadero", largometraje de ficción blanco y negro con Michel Lipkes. 
Artículo publicado en la revista Cinetoma mayo-junio 2016.
2015 - jurado EFICINE
2016 - jurado FOPROCINE
2016 - jurado OAXACA FILM FEST
2016 - jurado PREMIOS FENIX 
2017 - jurado MACABRO
2017 - jurado FERATUM FILM FEST
2017 - jurado PREMIOS  FENIX

## Filmografía
- Spectacle Solitaire - (2003) cortometraje en Francés, director y guionista
- Los Sueños de Emilie - (2006) cortometraje, director y guionista
- Los bastardos - diálogos adicionales (2008) largometraje dirigido por Amat Escalante
- Xulduburnoldur - guion y dirección (2009) cortometraje de ficción blanco y negro
- Sgru Garngadar Xoldrunrenx - guion y dirección (2011) cortometraje animación 3D
- Heli - coguionista (2013) largometraje dirigido por Amat Escalante
- Heridas-cortometraje - coguionista, corto dirigido por Álvaro Curiel (2014)
- Esclava-cortometraje - coguionista, corto dirigido por Amat Escalante (2014)
- Sombras-cortometraje - coguionista, corto dirigido por Michael Rowe (2014)
- Magos y Conjuros - director y guionista (2014)
- NOSTALGIA ETERNA-cortometraje - (2015) cortometraje, director y guionista
- Magos y Conjuros, capítulo 2 - director y guionista (2015)
- Magos y Conjuros, capítulo 3 - director y guionista (2015)
- Magos y Conjuros, capítulo 4 - director y guionista (2015)
- Magos y Conjuros, capítulo 5 - director y guionista (2015)
- Sinfonía de la Muerte - director y guionista (2015)
- El Amor no existe - director y guionista (2016)
- HISTERIA - (2016) largometraje de ficción dirigido por Carlos Meléndez, escrito por Carlos Meléndez y Gabriel Reyes
- EXTRAÑO PERO VERDADERO - guionista - (2017)
- EL SECRETO DE CALAKMUL - (2016) documental escrito y dirigido por Gabriel Reyes, color 15 minutos
- El Cincel - director y guionista (2016)
- ELOGIO A LAS ARMAS - director y guionista - (2017)
- ROADKILL SCAVENGER - director y guionista - (2017)

## Premios y nominaciones
Premio Iberoamericano de Cine Fénix
| 2014 | Mejor guion | Amat Escalante y Gabriel Reyes | Heli | Ganador |

Premio Ariel
| 2014 | Mejor guion | Amat Escalante y Gabriel Reyes | Heli | Nominados |

Premio MUNIC (segunda Muestra Nacional de Imágenes Científicas)
| 2017 | Mejor pieza en la categoría de Planetario | Gabriel Reyes | El Secreto de Calakmul | Ganador |

Premio FICMA (Festival Internacional de Cine con Medios Alternativo)
| 2017 | Mención Honorífica en categoría de Largometraje de Ficción | Gabriel Reyes | Elogio a las Armas | Ganador |